# Pabellón Nº 6
Pabellón Nº 6 es un proyecto teatral y teatro ubicado en Zorrozaurre (Bilbao).
Fue creado en el año 2011, impulsado por distintos artistas de las artes escénicas. Fue inaugurado por la veterana actriz bilbaína Mariví Bilbao como madrina del proyecto.

## Historia
Pabellón Nº 6 es un proyecto impulsado por la "Asociación de creadores/as de artes escénicas Pabellon Nº 6". Para ello se adquirió un terreno y un antiguo pabellón industrial (parte de la antigua Serrería Fernández) ubicado en la isla de Zorrozaurre en Bilbao y se reconstruyó por completo.
En los comienzos el proyecto se enmarcaba en el proyecto Zorrotzaurre Art Work In Progress (ZAWP), aunque después Pabellón Nº 6 se independizó como proyecto autónomo, aunque sigue manetiendo la colaboración con el proyecto ZAWP.
Pabellón Nº 6 forma parte de la escena independiente vasca y del teatro independiente, siendo uno de los lugares más importantes y concurridos de la escena independiente vasca, junto a otros como la hACERIA (Sala Haceria Aretoa) y a la FuNdicIOn (Sala La FuNdicIOn), también en Bilbao.
El espacio también es un teatro (edificio) y cuenta con programación anual y producciones propias cada temporada.

## Laboratorio Teatral de Pabellón 6
El laboratorio teatral es una pieza fundamental de Pabellon 6 como espacio para la espacio de creación y de encuentro de los actores y actrices de la escena vasca.

## Compañía Joven de Pabellón 6
En el año 2014-2015 Pabellón 6 creó y puso en marcha la Compañía Joven de Pabellón 6. En el año 2015 se formó la 1ª promoción de la compañía joven. La Compañía Joven ha sido considerada una cantera de talentos.
En el año 2020 se inauguró el nuevo edificio que acoge actualmente la sede de la Compañía Joven.
- Primera promoción (2016). Formada por Iker Legarda, Ander Iruretagoiena, Ainhoa Etxebarria, Ioritz Benito, Ainhoa Artetxe, Nerea Elizalde, Koldo Olabarri y Tania Fornieles.[14][15]
- Segunda promoción (2017). Formada por Jon Casamayor, María Cerezuela, Graciela Doniz, Unai Elizalde, Eneritz García, Kepa García, Josh Ortiz de Zarate, Nahikari Rodríguez y Yeray Vázquez.[16][17]
- Cuarta promoción (2019). Formada por Ainhoa Artetxe, Nagore Cenizo-Arroyo, Graciela Doniz, Itxaso Gil, Jontxu Martinez Zarrabeitia, Aritz Mendiola, Leire Ormazabal, Pelayo Serrano y Aitor Vildosola Gutiérrez.
- Quinta promoción (2020). Formada por Kepa Alesso, Alazne Astorga, Aitor Echarte, Alex Gibaja, Diana Irazabal, Sandra Martín Gómez, Arnatz Puertas y Leire Ormazabal.[18]
- Sexta promoción (2021). Formada por Ioritz Benito, Nagore Cenizo-Arroyo, Albar Cirarda, Lara Pérez, Ander Sánchez Rey y Olfa Sendesni.[19]
- Séptima promoción (2022). Formada por Sara Barroeta, Jon Casamayor, Itxaso Gil, Josh Ortiz de Zárate, Arnatz Puertas.[20]
- Octava promoción (2023). Formada por Ziggy Docherty, Aitzol Villaroz, Luix Mitxelena, Uxue Fuertes, Andrea Mora y Silvia Larrauri.[21][22]

## Socios
Los socios promotores del proyecto fueron los trece siguientes: Ander Lipus, Blanca Arrieta, Borja Ruiz, Irene Bau, Jose Urrejola, Jose Ibarrola, José Montero, Matxalen Bilbao, Nagore Navarro, Nuria M. Cres, Pako Revueltas, Patxo Telleria y Ramón Barea.
A los promotores se les unieron 200 socios fundadores que creyeron en el proyecto y prestaron su apoyo comprando una imaginaria butaca. De este modo se pudieron adquirir las instalaciones y se construyó todo el edificio actual.
Entre los 200 socios fundadores están, entre otros: Mariví Bilbao, Ramón Barea, Ander Lipus, Itziar Lazkano, Felipe Loza, Mikel Losada, Lander Otaola, Iñaki Maruri, Getari Etxegarai, Ylenia Baglietto, Pepe Viyuela, Aizpea Goenaga, Mitxel Santamaría, Gálder Pérez, Ane Pikaza, María Goirizelaya, ...